# Reece James (fodboldspiller, født 1993)
 Der er flere personer med dette navn, se Reece James.
Reece James (født 7. november 1993) er en engelsk professionel fodboldspiller, som spiller for EFL Championship-klubben Sheffield Wednesday.

## Klubkarriere

### Manchester United
James skiftede som ungdomsspiller i 2012 til Manchester United, og blev i juli 2013 udlejet til Carlisle United, hvor han gjorde sin professionelle debut. Han spillede dog kun to kampe for klubben, før en skade resulterede, i, at man ophævede aftalen i september.
James fik sin førsteholdsdebut for Manchester United den 26. august 2014 i et historisk 4-0 nederlag til Milton Keynes Dons.
Han tilbragte herefter lejeaftaler hos Rotherham United og Huddersfield Town.

### Wigan Athletic
James skiftede i juli 2015 til League One-klubben Wigan Athletic på en permanent aftale.

### Sunderland
Efter hans kontrakt med Wigan havde udløbet, så skiftede James i juli 2018 til Sunderland på en et-årig kontrakt.

### Doncaster Rovers
James skiftede i juni 2019 til Doncaster Rovers.

### Blackpool
Efter to år i Doncaster, skiftede James til Championship-klubben Blackpool i juli 2021.

### Sheffield Wednesday
James skiftede i juli 2022 til Sheffield Wednesday på en lejeaftale. Han var i sæsonen en del af, at Wednesday vandt oprykning til Championship, og i juni 2023 blev skiftet gjort permanent.

## Privat
Reece James' storebror Matty James er også professionel fodboldspiller.

## Titler
Wigan Athletic
- EFL League One: 2 (2015-16, 2017-18)